# L'Omnibus des toqués blancs et noirs
L'Omnibus des toqués blancs et noirs és una pel·lícula muda francesa de 1901 de Georges Méliès produït per Star Films.

## Sinopsi
Es tracta d'una comèdia de ciència-ficció que dura aproximadament un minut que representa pallassos que són traslladats a un asil en un autocar tirat per un cavall mecànic que sembla un esquelet. Després d'haver rebut una puntada d'esquena pel cavall mecànic, els pallassos s'escapen i cremen l'autocar, després donen una breu actuació en què el fet de donar-se una bufetada els fa tornar negres. Això sembla blackface, però pot ser només una inversió del maquillatge del pallasso blanc. Els pallassos s'absorbeixen en un, donant-li un estómac gras, però ell explota.
Al món angloparlant els noms dels asils coneguts es van incloure en títols alternatius, com ara Off to Bedlam a Gran Bretanya i Off to Bloomingdale's Asylum als Estats Units.

## Producció
El cavall mecànic és accionat per vapor. Phil Hardy atribueix la idea dels cavalls mecànics a Edward S. Ellis a The Aurum Film Encyclopedia: Science Fiction, assenyalant The Steam Man of the Prairies (1865) anomenant-lo, juntament amb Frank Reade and His Steam Men, Steam Horse, i Steam Team, afirmant que van ser traduïts al francès i populars entre els escolars francesos.